# Руководство мистера Скотта по Энтерпрайз
Руководство мистера Скотта по Энтерпрайз (англ. Mr. Scott's Guide to the Enterprise) - это фантастический справочник в мягкой обложке написанный и проиллюстрированный Лорой Джонсон, под псевдонимом Шейн Джонсон. В нём описывается звездолёт Энтерпрайз NCC-1701 после переоборудования (по некоторой информации Энтерпрайз NCC-1701-A) из вымышленной Вселенной «Звёздный путь». Справочник написан с точки зрения главного инженера корабля Монтгомери Скотта. Руководство было впервые напечатано и опубликовано Pocket Books в 1987 году.

## История написания
Несмотря на то, что сотрудники «Звёздного пути», такие как Майкл Окуда и Эндрю Проберт, выступали тв качестве консультантов книги, она содержит информацию, которая противоречит более поздним публикациям. В книге указано, что первоначальная пятилетняя миссия Энтерпрайз закончилась 7 апреля 2212 года, а более поздняя и более авторитетная книга (Звёздный путь: Следующее поколение. Технологическое руководство, Звёздный путь: Энциклопедия и экранные ссылки («Звёздный путь: Вояджер»: эпизод «Кью2») обозначили окончание миссии около 2270 года. Он также относится звездолёт Энтерпрайз к «классу Энтерпрайз» после ее переоборудования, а не к каноническому классу Конституция. Описание варп-двигателя и других технологий отличается от более поздних описаний. Некоторые из этих противоречий проистекают из использования в книге некоторых исходных материалов ролевых игр Звёздного пути, в частности хронологии, основанной на более ранней хронологии космического полета Звёздного пути.
Из-за вмешательства помощника Родденберри Ричарда Арнольда Paramount отозвал лицензию FASA вскоре после публикации книги, и по настоянию Арнольда начал противоречить материалу FASA с самого начала сериала «Звёздный путь: Следующее поколение». Тем не менее, Джонсон также имел доступ к наборам проектов и схемам производства, которые использовались для создания многих объектов и приборов, участвовавших в фильмах «Звёздный путь». Этот материал в значительной степени получил отражение в книге с подробными схемами палуб, отсеков и оборудования.

## Содержание
Руководство начинается с краткого введения г-на Скотта и описания ремонта звездолёта класса Конституции. Далее следует глава с общей информацией, содержащая такие данные, как униформа Звездного флота той эпохи, шрифты, используемые в компьютерных дисплеях и маркировке корпуса, а также различные графики, используемые на борту судна. Далее описывается палуба Энтерпрайз сверху вниз и завершается описанием Enterprise-A.
- Введение
- История ремонт изменить
- Общая информация 
  - Униформа звездного флота
    - Единые цветовые коды
    - Туника
    - Кадет/завербовался комбинезон
    - Знаки различия званий (чинов Звездного Флота)
    - Бары обслуживания

  - Шрифты
  - Графические метки
    - Дверные знаки отличия
    - Ведомственные логотипы
    - Судовые символы
- Корабль макет
  - палуба
    - Главный мост
    - Стыковочный порт
- B-C Палубы
  - VIP-услуги
    - офицерский зал
- D-E Палубы
- F Палуба
- G Палуба
- H-I Колоды
- J-K Колоды
- L-M Палубы
- N-O Палубы
- P-Q Палубы
- R Палуба
- S Палуба
- Т-У Палубы